# Svjetski dan Roma
Svjetski dan Roma dan je proslave romske kulture i podizanja svijesti o problemima s kojima se Romi suočavaju. Obilježava se 8. travnja.

## Povijest
Dan je službeno proglašen 1990. godine u Serocku u Poljskoj, mjestu četvrtog Svjetskog romskog kongresa Međunarodne romske unije, u spomen na prvi veći međunarodni susret romskih predstavnika održan u Chelsfieldu kraj Londona od 7. do 12. travnja 1971. godine Na tom je kongresu donesena odluka o romskoj himni za koju je izabrana pjesma Đelem, Đelem (romski: Idem, idem) i odluka o zastavi za koju je odabrana plavo-zelena dvobojnica s crvenim kotačem u sredini, simbolom napretka i pokreta, ali i migracije Roma tijekom povijesti.